# Aristolochia arborea
Aristolochia arborea, im Deutschen gelegentlich als Baumartige Pfeifenblume bezeichnet, ist eine Pflanzenart aus der Gattung der Pfeifenblumen (Aristolochia), die im Unterwuchs tropischer Regenwälder in Südmexiko, Guatemala und El Salvador vorkommt. Wie andere Aristolochia-Arten bilden die Blüten eine komplexe Kesselfalle und ziehen als Täuschblumen Bestäuber an. Aristolochia arborea imitiert dabei im Inneren der Blütenhülle durch Geruch und eine einzigartige dreidimensionale Attrappe den Fruchtkörper eines Ständerpilzes zur Anlockung von Pilzmücken. Da nur sieben Fundorte dieser Art bekannt sind, wird angenommen, dass sie sehr selten und möglicherweise vom Aussterben bedroht ist. Sie wird aber in einer Reihe von botanischen Gärten kultiviert.

## Merkmale

### Habitus und Blätter

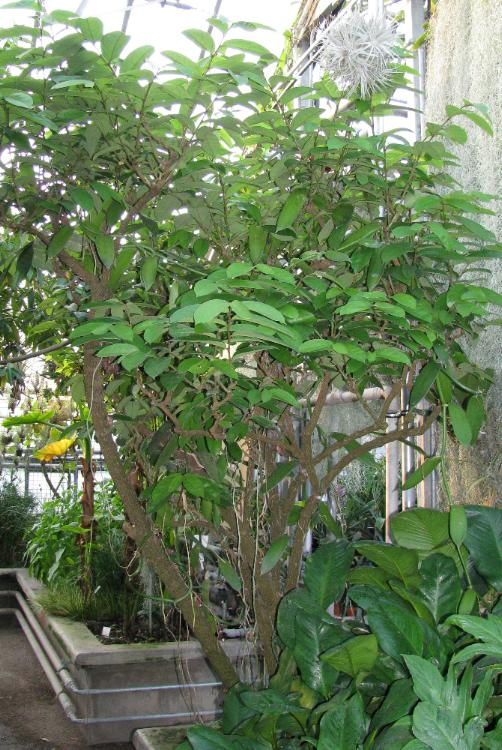
Aristolochia arborea-Strauch

Aristolochia arborea wächst als aufrechter Strauch oder kleiner Baum mit reich verzweigtem Stamm. Die Wuchshöhe beträgt meist etwa zwei, maximal fünf bis sechs Meter. Die jungen Äste sind dicht filzig mit feinen, anliegenden, bräunlichen Trichomen behaart. Ältere Äste weisen eine dick verkorkte, rissige Rinde auf. Die Blätter sitzen an etwa einen Zentimeter langen, kräftigen Blattstielen, sind ganzrandig und in der Form relativ variabel, von eiförmig über länglich bis lanzettlich-länglich. Scheinnebenblätter fehlen bei ihr, im Gegensatz zu vielen anderen Arten der Gattung. Der Grund ist schräg gerundet, stumpf oder leicht zugespitzt, die Blattspitze ist zugespitzt. Die Blätter erreichen eine Länge von 20 bis 35 und eine Breite von 4 bis 15 Zentimetern. Ihre Oberseite ist dunkelgrün und glatt, die Unterseite ist insbesondere entlang der Blattadern dicht mit dünnen, rostbraunen Härchen besetzt. Die Blattadern verlaufen von der Mittelrippe ausgehend annähernd parallel zum Blattrand.

### Blüten

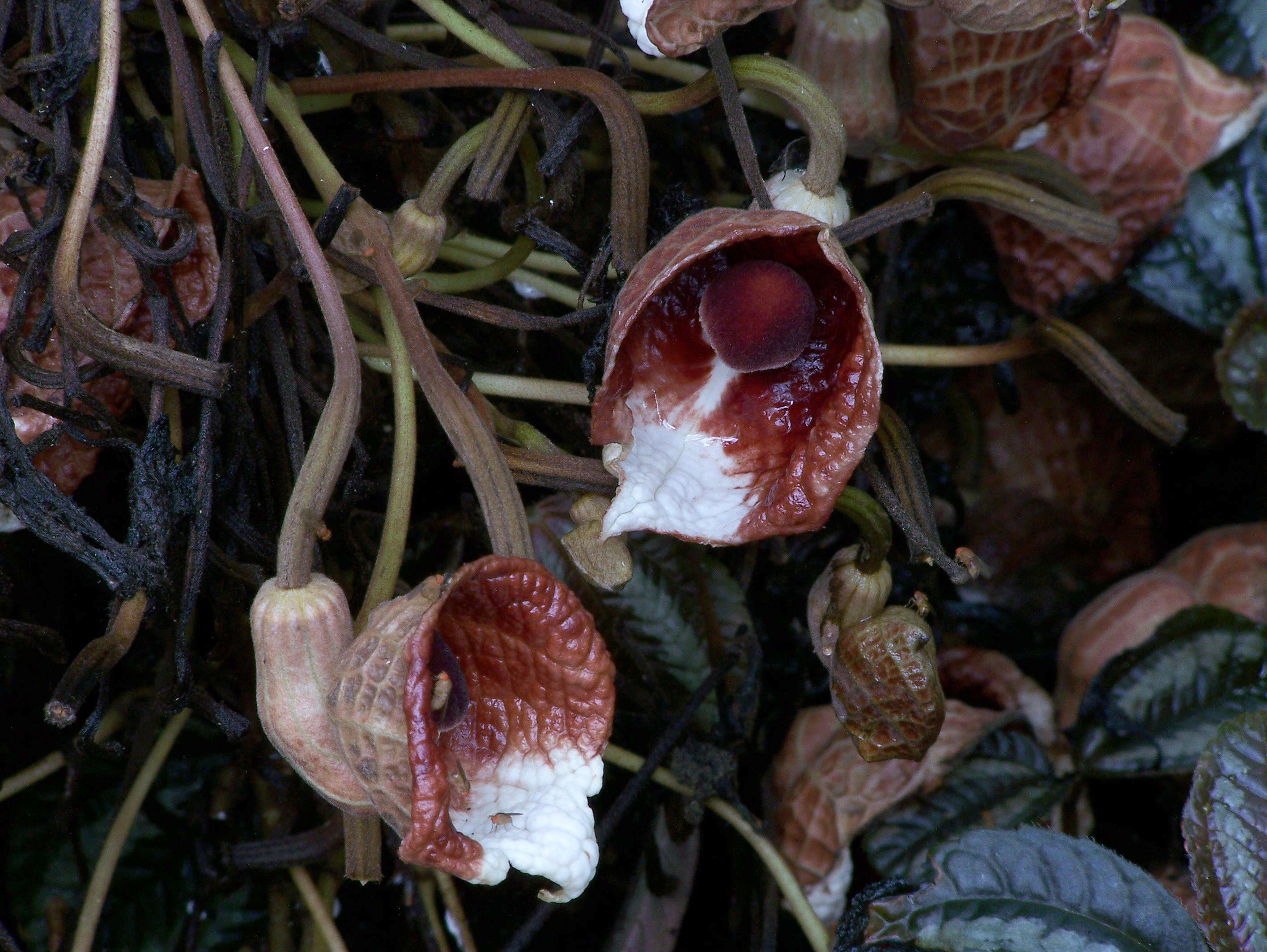
Blüten von vorne und von der Seite

Die Blüten sitzen direkt am Stamm (Kauliflorie) unterhalb der tiefsten Blätter. Sie sind in traubenartigen, reichverzweigten Gruppen mit Vorblättern angeordnet und haben gekniete Blütenstiele. Die Blütenhülle ist purpurn, dicht fein behaart und etwa acht bis neun Zentimeter lang. Die Außenseite ist schmutzig braunrot aufgrund des durchscheinenden Rots der Innenseite und der dichten, bräunlichen Behaarung. Der vordere Teil der Blütenhülle ist breit verkehrt herzförmig mit drei, je 2,5 bis 3 Zentimeter breiten und 3 bis 4 Zentimeter langen, nach unten weisenden Lappen, die sich zum Rand hin scharf nach außen einrollen. In der Mitte dieser äußeren Hülle liegt die Öffnung zur Blütenröhre, vor der unten ein feinflaumiger und drüsenbesetzter Buckel sitzt, der auf einem Stiel einen aufgeblähten Kopf trägt. Seine Unterseite ist weiß und von ihm ausgehend ist auch der mittlere Lappen der Blütenhülle weiß gefärbt, so dass die Imitation des Fruchtkörpers eines Ständerpilzes der Gattung Marasmius aus der Familie der Schwindlingsverwandten, sowie des darunterliegenden Myzels entsteht. Die Röhre hinter diesem Buckel ist bräunlich, längsgestreift, aufgebläht gebogen eiförmig und etwa 2 Zentimeter lang. Sie knickt direkt hinter dem Eingang scharf nach unten ab und biegt sich dann senkrecht nach oben zur Narben- und Staubgefäßsäule. Diese ist nur undeutlich dreiteilig und von sechs regelmäßig angeordneten Antheren umgeben. Der Fruchtknoten ist unterständig.

### Frucht
Die Früchte sind holzige, leicht gebogene, keulenförmige und im Querschnitt sechseckige Kapseln, die eine Länge von zehn bis fünfzehn und eine Breite von 1,5 bis 2,5 Zentimetern erreichen. Sie sind glänzend grün und dicht bräunlich behaart. Etwa fünf bis sechs Monate nach der Bestäubung zerfallen sie von der Spitze in sechs Teile und entlassen etwa 60 Samen, die in der Frucht in dichten Reihen sitzen. Die Samen sind herzförmig, etwa einen Zentimeter lang und 0,8 Zentimeter breit und von einem etwa doppelt so großen Elaiosom umgeben.

## Vorkommen

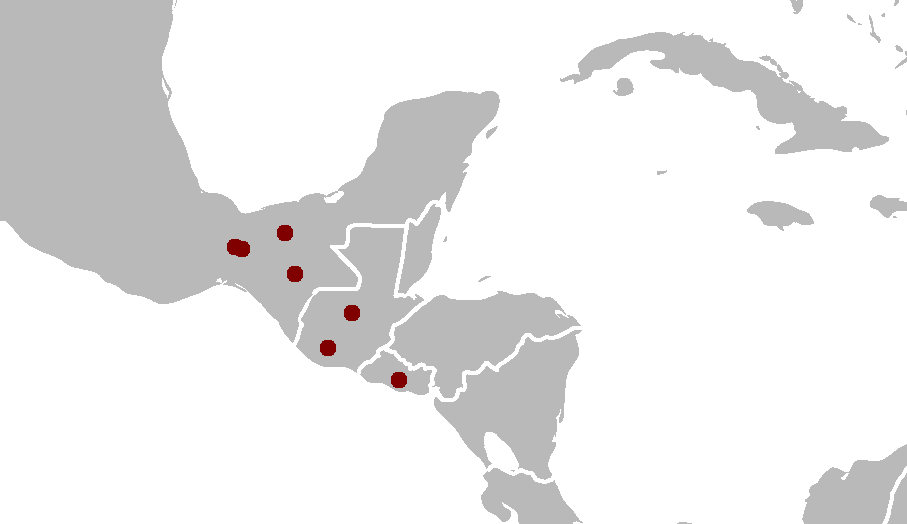
Fundorte von Aristolochia arborea

Es liegen nur Berichte über sieben Fundorte von Aristolochia arborea in der Natur vor, so dass allgemein angenommen wird, dass die Art sehr selten oder in Freiheit schon ausgestorben ist, wobei der Rückgang der mittelamerikanischen Regenwälder als Hauptbedrohung der Art gilt. Gefunden wurde die Art in Südmexiko in den Bundesstaaten Veracruz, Tabasco und Chiapas, sowie in Guatemala und El Salvador. Dieses Verbreitungsgebiet stellte im späten Pleistozän ein Refugium für tropische Vegetation dar. Die bekannten Exemplare wurden im Unterwuchs feuchter Regenwaldhänge in 350 bis 1250 Metern Höhe gefunden.

## Blüten- und Fruchtökologie

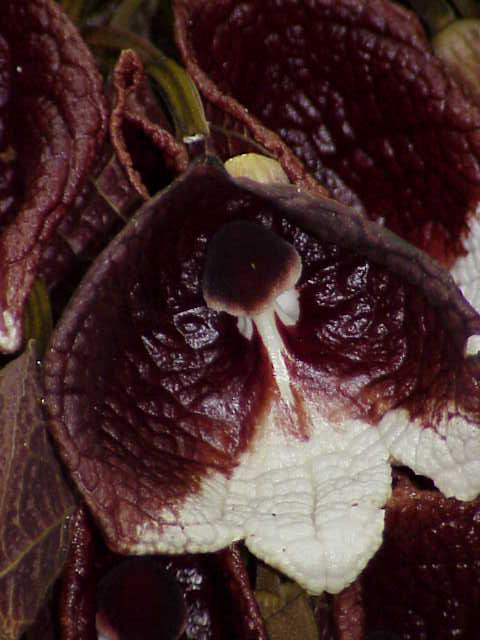
Die Pilzattrappe in der Blüte

Aristolochia arborea setzt das ganze Jahr hindurch mit kurzen Unterbrechungen zahlreiche Blüten an. Die Bestäubung wurde in freier Natur noch nicht untersucht. Unter Gewächshausbedingungen wurde beobachtet, dass die drei Narbenlappen kurz nach ihrer Entfaltung durch das Austrocknen des Narbensekrets verkleben. Zusätzlich öffnen sich die Antheren schon, bevor die Blüte sich öffnet und so möglichen Bestäubern zugänglich wird. Auf diese Weise wird eine Fremdbestäubung verhindert und es kann nur gelegentlich und dann zufällig zu einer Selbstbestäubung kommen, die auf Grund der fehlenden Selbstinkompatibilität auch zu Samenansatz führen kann. Es wurde vermutet, dass die beobachtete Blütenentwicklung nicht der am natürlichen Standort entspricht und möglicherweise auf ungünstige Umweltbedingungen in der Kultur, wie zum Beispiel eine ungeeignete Luftfeuchtigkeit, zurückgehen könnte.
Die auffälligen Blüten stellen eine effektive Pilzmimese dar, über die Pilzmücken angelockt werden können, die ihre Eier normalerweise am Fruchtkörper von Pilzen ablegen. Hierbei spielt wahrscheinlich auch der schwach campherartige, würzige Geruch eine Rolle, der an den der Gewöhnlichen Haselwurz (Asarum europaeum) erinnert. Die Mückenweibchen rutschen bei der Untersuchung der Pilzattrappe über den mit glatten Zellen ausgestatteten Eingang in den dahinter liegenden Kessel. Es wird daher angenommen, dass die Blüten von Aristolochia arborea ähnlich denen anderer Aristolochia-Arten als effektive Kesselfallen funktionieren. Da die Narbensäule am oberen Ende der Kesselröhre von einem Kranz lichtdurchlässiger Zellen umgeben ist, versuchen die gefangenen Tiere hier zu entkommen und könnten dabei Pollen auf der Oberfläche einer empfangsbereiten Narbensäule abladen. Die Blüten sind proterogyn, so dass die männlichen Organe erst nach den Narben reifen und ihren Pollen entlassen, der dann auf die gefangenen Mücken herabrieselt. Beim Verwelken der Blüte können die Pilzmücken dann wieder entkommen und – mit Pollen beladen – von einer weiteren Blüte angelockt werden.
Die Samen von Aristolochia arborea werden wahrscheinlich von Ameisen verschleppt, die das Elaiosom als Nahrungsquelle nutzen, und auf diese Weise ausgebreitet (Myrmekochorie). In Gewächshausversuchen konnte dies mit mehreren Ameisenarten beobachtet werden. Die Pflanzen keimen nach vier Wochen bis drei Monaten, wobei sich die Keimblattstiele rasch verlängern, während die Keimblätter in der Samenschale verbleiben und sich nicht oder erst dann daraus befreien, wenn die Primärblätter bereits ausgebildet sind.

## Systematik
Aristolochia arborea wird nach der Einteilung von O.C. Schmidt (1935) in die Untergattung und Sektion Siphisina eingeordnet. Nach der Revision von H. Huber (1985), der die Gattung Aristolochia in mehrere Gattungen aufteilt, wird Aristolochia arborea als Isotrema arborea der Gattung Isotrema und dort der Untergattung Isotrema zugerechnet. Molekularbiologische Untersuchungen unterstützen die Zuordnung zu Isotrema und weisen darauf hin, dass Aristolochia salvadorensis die Schwesterart ist und diese beiden Arten zusammen mit Aristolochia tricaudata und Aristolochia paracleta eine mittelamerikanische Verwandtschaftsgruppe bilden. Wie alle Isotrema-Arten hat Aristolochia arborea einen diploiden Chromosomensatz aus 16 Paaren (2n = 32).

## Botanische Geschichte

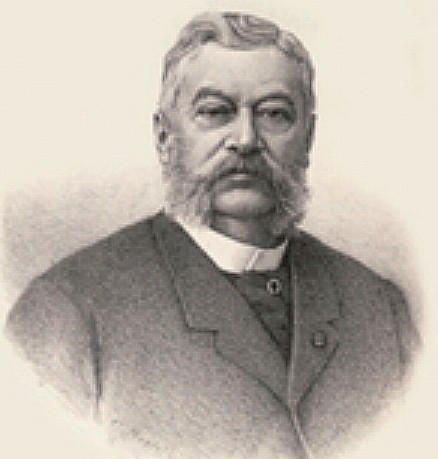
Jean Linden

Die Art wurde das erste Mal von dem luxemburgisch-belgischen Botaniker Jean Linden 1858 in seinem Catalogue des plantes exotiques beschrieben, wo er die Art zum Verkauf anbot. Er hatte sie von dem Sammler Ghiesbrecht erhalten, der sie in Chiapas (Mexiko) gefunden hatte. Ein weiterer Sammler namens Broadway berichtete von kultivierten Exemplaren auf Trinidad. Eine genauere Beschreibung erfolgte 1862 in den Kew Gardens durch Joseph Dalton Hooker im Curtis’s Botanical Magazine. Mindestens seit Beginn des zwanzigsten Jahrhunderts ist die Pflanze auch im botanischen Garten von Bogor (Indonesien) vorhanden, von wo aus ein Steckling in den Botanischen Garten Bonn importiert wurde. Von den Bonner Exemplaren wurden weitere Stecklinge an verschiedene botanische Gärten weitergegeben, so dass möglicherweise alle heute in Europa in Kultur vorhandenen Pflanzen Klone eines Exemplars aus Bogor sind. Woher dieses ursprünglich stammte, ist unbekannt. Auf Grund ihrer Selbstkompatibilität kann die Art auch leicht durch Öffnung der Blüten und künstliche Bestäubung vermehrt werden, was aber erst seit dem Ende des zwanzigsten Jahrhunderts praktiziert wird. Die Zucht in und die Weitergabe zwischen botanischen Gärten gilt auf Grund der Seltenheit im Freiland als bedeutend für die Erhaltung der Art.